# Berg Lake (Gandil River)
Der Berg Lake ist ein See im Südosten der Chugach Mountains in Südzentral-Alaska.
Der Berg Lake ist ein Gletscherrandsee am Westrand des Steller-Gletschers. Der 16,7 km² große See liegt auf einer Höhe von 132 m. Am Südufer grenzt der See an eine Gletscherzunge des Steller-Gletschers. Der See wird am Südwestufer vom Gandil River zum Bering River entwässert.